# Discriminação de orientação sexual
A discriminação de orientação sexual (ou sexualismo) é um tipo de discriminação baseada na orientação sexual de alguém.

## Viés sexual
Discriminação de orientação sexual é a discriminação contra uma pessoa ou grupo com base na sua orientação ou comportamento sexual. A discriminação de orientação sexual surge com frequência em ações de trabalho.     Isto predispõe uma posição tendenciosa de  pessoas heterossexuais, contra lésbicas, gays, transsexuais e bissexuais, entre outros.  Um termo relacionado é preconceito sexual, uma atitude negativa em relação a alguém por causa da sua orientação sexual. Esse viés não é o mesmo que homofobia, mas é a discriminação contra; ou contra certas orientações sexuais. O conceito de heterossexismo sugere que a base para esse viés não é encontrada no indivíduo em si, mas possui uma base cultural ou biológica mais ampla que resulta em atitudes ponderadas a favor da heterossexualidade em relação a outras orientações sexuais. O heterossexismo é uma forma de violência estrutural.
Uma definição precedente do termo é: discriminação por orientação sexual é uma crença ou argumento de que uma orientação ou comportamento sexual é inerentemente superior a alguns ou a todos os outros. Usualmente sendo a heterossexualidade, o único modo considerado natural, normal ou moral de comportamento sexual, também usado para se referir aos efeitos desse instinto. A palavra heterosexismo também foi proposta para significar essencialmente a mesma coisa que essa forma de discriminação de orientação sexual. Essa palavra foi sugerida como uma alternativa à homofobia, em parte porque usa uma estrutura paralela ao sexismo ou racismo. A intenção do conceito de heterossexismo é o exame do viés cultural contra não-heterossexuais, em vez do viés individual, que é o foco da homofobia, bem como os efeitos adversos da heterossexualidade normativa nas pessoas que identificam heterossexuais.
O termo pansexualismo, visto especialmente no campo da psicanálise do início do século XX, foi baseado no uso do termo "sexualismo" para se referir à natureza sexual da humanidade. Os termos homossexualismo e bissexualismo também se baseavam nesse uso e eram comumente usados antes da adoção geral dos termos homossexualidade e bissexualidade .

## Portugal
Socialmente, a discriminação de orientação sexual ainda existe em Portugal; embora tenha sido o oitavo país do mundo a realizar em todo território nacional casamentos civis entre pessoas do mesmo sexo. No início de 2010, Portugal juntou-se aos Países Baixos, Bélgica, África do Sul, Espanha, Canadá, Noruega e Suécia.